# MGS Apollōn Kalamarias
El Morfōtikos Gymnastikos Syllogos Apollōn Kalamarias (grec: Μορφωτικός Γυμναστικός Σύλλογος Απόλλων Καλαμαριάς) és un club esportiu grec de la ciutat de Kalamaria.

## Història
El club va néixer l'any 1926 a la ciutat de Kalamaria, al sud-est de Salònica per refugiats de la guerra greco-turca i l'expulsió de la població grega de Turquia. Originàriament fou fundat com un club d'art i música, i no fou fins dos anys més tard que es creà una secció de futbol.

## Palmarès
- Lliga EPSM:
  - 1957-58, 1975-76
- Segona divisió grega:
  - 1972-73, 1982-83, 1991-92
- Tercera divisió grega:
  - 1979-80, 2012-13, 2016-17